# Nízké Taury
Nízké Taury (německy Niedere Tauern) jsou významným pohořím Centrálních krystalických Alp. Z východu se připojují na Vysoké Taury. Horská skupina leží v Rakousku ve spolkových zemích Salcbursko a Štýrsko. V literatuře nejsou uváděny pouze jako jedno pohoří, ale pro svá specifika se člení na jednotlivé horské celky. Celý hřeben Nízkých Taur představuje ideální vysokohorský terén, kde se střídají travnaté oblé vrcholy s vysokými a majestátními žulovými štíty. Svým charakterem místy připomínají slovenské Západní Tatry, jinde zase ohromí svou nefalšovanou vysokotatranskou krásou.

## Poloha
Nízké Taury jsou velkým pohořím ve středu Rakouska. Východní hranici tohoto obrovského horského celku (4900 km²) tvoří údolí Liesingtal mezi městy Trieben a Leoben. Celou jižní hranici pohoří tvoří dlouhý tok významné rakouské řeky Mury a sever ohraničuje další významná řeka Enže. Na západě dělí Nízké Taury potok Grossarl Bach od navazujícího celku Vysokých Taur.

## Členění Nízkých Taur
Oblast Nízkých Taur se dělí na několik zásadních horských celků, které se ve své podobě od sebe mnohdy velmi liší.

### Seckauské Taury
Seckauské Taury (Seckauer Tauern) jsou prvním pohořím na východě Nízkých Taur. Tvoří jednolitý klikatý hřeben probíhající ve směru východ–severozápad mezi údolím Liesingtal a silničním sedlem Hohentauern (vede přes něj silnice mezi Triebenem a Judenburgem). Nejvyšší vrchol masivu leží takřka v samém středu hřebene – Geierhaupt (2417 m), na některých mapách má stejnou výšku také vrchol Hochreichart. Východně od Geierhauptu leží vrchol Seckauer Zinken (2397 m n. m.). K jihu vybíhají četné rozsochy, v nichž leží několik dalších vysokých vrcholů (např. Pletzen). Seckauské Taury se prezentují většinou jako travnaté hory, i když ani zde nechybí mnoho krásných skalnatých vrcholů. Oproti jiným skupinám Nízkých Taur je pohoří chudé na jezera, výjimku však tvoří kupříkladu jezera Ingeringsee nebo Goldlacke.

### Rottenmannské a Wölzské Taury
Rottenmannské Taury (Rottenmanner Tauern) a Wölzské Taury (Wölzer Tauern) navazují na předchozí skupinu na západě za sedlem Hohentauern. Přes 30 km dlouhý hřeben končí na jihozápadě v silničním sedle Sölkpass. K tomuto pohoří se vztahuje podobná charakteristika jako k předchozímu masivu. Souvislý vysoký hřeben vysílá především k jihu několik delších rozsoch. S výjimkou sedla Glattjoch (1988 m) nikde neklesá pod 2000 metrů. Na ploše skoro 1250 km² se vypíná mnoho skalnatých vrcholů. Nejvyšším z nich – Rettlkirchspitze (2475 m) a Greim (2472 m) – však leží v bočních rozsochách na západě hřebene.

### Schladmingské Taury
Schladmingské Taury (Schladminger Tauern) pokračují za sedlem Sölkpass a jsou jednoznačně nejnavštěvovanějším a nejvyšším nízkotaurským masivem. V jejich, více než 50 km dlouhém, především skalnatém hřebeni najdeme opravdu vše – odvážně formované štíty, množství tyrkysových jezer, vodopády, soutěsky. Pohoří je velmi dobře komunikačně přístupné silnicí a železniční tratí v údolí řeky Enže (v němž se nachází město Schladming), do samotných hor pak zabíhá několik lokálních silnic. Nejvyšším vrcholem je Hochgolling (2863 m), nemající výškou široko daleko konkurenci a je také nejvyšším vrcholem Nízkých Taur.

### Radstadské Taury
Radstadtské Taury (Radstädter Tauern) jsou posledním celkem a zároveň nejzápadnější skupinou Nízkých Taur, rozkládající se mezi silničním sedlem Horní Taury a údolím potoka Grossarl Bach na západě. Tato část hor již svým poněkud drsnějším charakterem tvoří jakýsi přirozený přechod k navazujícímu, mnohem vyššímu celku Vysoké Taury. Nejvyšším vrcholem je Weiseck (2711 m) ležící v jižní rozsoše na východě území. Nejpopulárnějším vrcholem je však mnohem hůře dostupný Mosermandl (2680 m) v hlavním alpském hřebeni.

## Významné vrcholy
- Hochgolling (2863 m)
- Hochwildstelle (2747 m)
- Waldhorn (2702 m)
- Greifenberg (2618 m)
- Predigstuhl (2543 m)
- Grosser Bösenstein (2448 m)
- Strimskogel (2139 m)

## Mapy
- Kompass – č. 222 (Rottenmanner a Wölzer Tauern)
- Kompass – č. 31 (Schladminger Tauern)
- Kompass – č. 67 (Radstädter Tauern)